# Йохан Хайнрих Лудвиг фон Бисмарк
Йохан Хайнрих Лудвиг фон Бисмарк (на немски: Johann Heinrich Ludwig von Bismarck; * 7 октомври 1774 във Виндхайм на Везер/ част от Петерсхаген; † 31 март 1816 в Бибрих във Висбаден) е фрайхер от род Бисмарк, от 1806 до 1814 г. генерал-адютант в херцогската войска на Насау.
Той е син на Хайнрих Кристиан фон Бисмарк (1737 – 1804) и съпругата му Клара Маргарета Катарина Луиза фон Шпанут (1746 – 1787). Вюртембергският генерал-лейтенант Фридрих Вилхелм фон Бисмарк (1783 – 1860) е негов брат.
Хайнрих фон Бисмарк служи 11 години във войската на Хановер и през 1800 г. се мести в новия корпс на Курфюрство Майнц, за да се бие за курфюрста против Франция.
Бисмарк служи в III. батальон на Насау и на 28 май 1804 г. става майор на конницата. На 7 октомври 1806 г. той е повишен на полковник-лейтенант и първият генерал-адютант на войската на Насау, така той е военен заместник на херцога, главният командир.
На 4 септември 1808 г. той е повишен на полковник и през 1813 г. на генерален директор на военното управление. През 1814 г. той е командир на бригада при обсадата на Майнц. През септември 1814 г. той става главен дворцов маршал.

## Фамилия
Йохан Хайнрих Лудвиг фон Бисмарк се жени на 9 януари 1807 г. във Висбаден за фрайин Мария Анна Валбурга Терезия фон Брайдбах-Бюресхайм, наричана фон Ридт (* 14 март 1789, Майнц; † 31 декември 1871, Висбаден), дъщеря на фрайхер Фридрих Филип Карл фон Брайдбах-Бюресхайм, наричан фон Ридт (1754 – 1805) и графиня Филипина фон и цу Елтц, нар. Фауст фон Щромберг (1757 – 1797). Те имат децата:
- Фридрих Август Лудвиг (* 19 август 1809; † 16 април 1893), от 1831 граф фон Бисмарк-Ширщайн, пратеник на Херцогство Насау, женен за Шарлота Хенриета Вилиамс-Вин (* 1 ноември 1815; † 17 септември 1873)[2]
- Августа Антония Луиза (* 2 септември 1810; † 5 януари 1866), омъжена 1835 г. за Ханс Карл фон Тюнген (1804 – 1850)
- Франциска София Шарлота фон Бисмарк-Ширщайн (* 5 март 1813, Бибрих; † 19 май 1872, Турнау), омъжена на 30 септември 1830 г. в Карлсруе за граф Франц Фридрих Карл фон Гих (* 29 октомври 1795, Турнау; † 3 февруари 1863, Нюрнберг), баварски политик, син на граф Карл Кристиан фон Гих (1763 – 1818) и Каролина Вилхелмина фон Шьонбург-Фордерглаухау-Векселбург-Глаухау (1766 – 1836).